# Дахлак (район)
Дахлак — район зоби (провінції) Семіен-Кей-Бахрі, що в Еритреї. Столиця — місто Джимхіл.